# Single numer jeden w roku 2001 (USA)

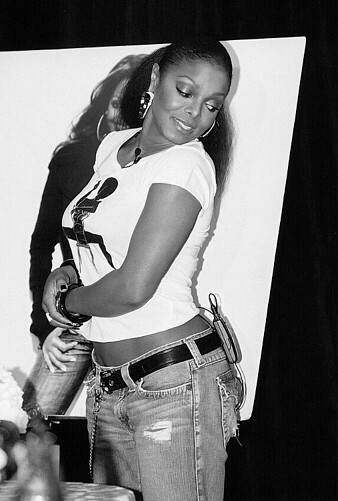
"All for You" Janet Jackson był najdłużej utrzymującym się na szczycie singlem 2001 roku, pozostając na miejscu 1. przez siedem tygodni.

Notowanie Billboard Hot 100 przedstawia najlepiej sprzedające się single w Stanach Zjednoczonych. Publikowane jest ono przez magazyn Billboard, a dane kompletowane są przez Nielsen SoundScan w oparciu o cotygodniowe wyniki sprzedaży cyfrowej oraz fizycznej singli, a także częstotliwość emitowania piosenek na antenach stacji radiowych. W 2001 roku 14 singli uplasowało się na szczycie. Mimo iż 15 piosenek zajęło pozycję 1., utwór "Independent Women Part I" Destiny’s Child nie jest wliczany, gdyż osiągnął najwyższe miejsce już w 2000 roku.
W 2001 roku dwunastu artystów po raz pierwszy w karierze uplasowało się na szczycie Billboard Hot 100, w tym m.in.: Alicia Keys, Mary J. Blige, Nickelback i OutKast. Mýa, Pink i Lil’ Kim osiągnęły swój pierwszy hit numer jeden dzięki coverowi utworu "Lady Marmalade", w którego nagraniu brała również udział Christina Aguilera. Po dwie piosenki Ushera oraz Shaggy’ego zajęły miejsca 1. w notowaniu.
"All for You" Janet Jackson był najdłużej utrzymującym się na szczycie singlem roku, spędzając na pozycji 1. siedem tygodni. Piosenka była jej dziesiątym numerem jeden na Hot 100, dając Janet czawarte miejsce na liście kobiet z największą liczbą hitów w erze rocka. Inne single, które długo przebywały na miejscu 1., to "Fallin'" Alicii Keys oraz "Family Affair" Mary J. Blige (po 6 tygodni).
Rockowy zespół Nickelback po raz pierwszy znalazł się na szczycie Hot 100 z singlem "How You Remind Me". Grupa była tym samym pierwszym kanadyjskim artystą od 1991 roku, kiedy na 1. miejscu uplasował się Bryan Adams z "(Everything I Do) I Do It for You".

## Historia notowania

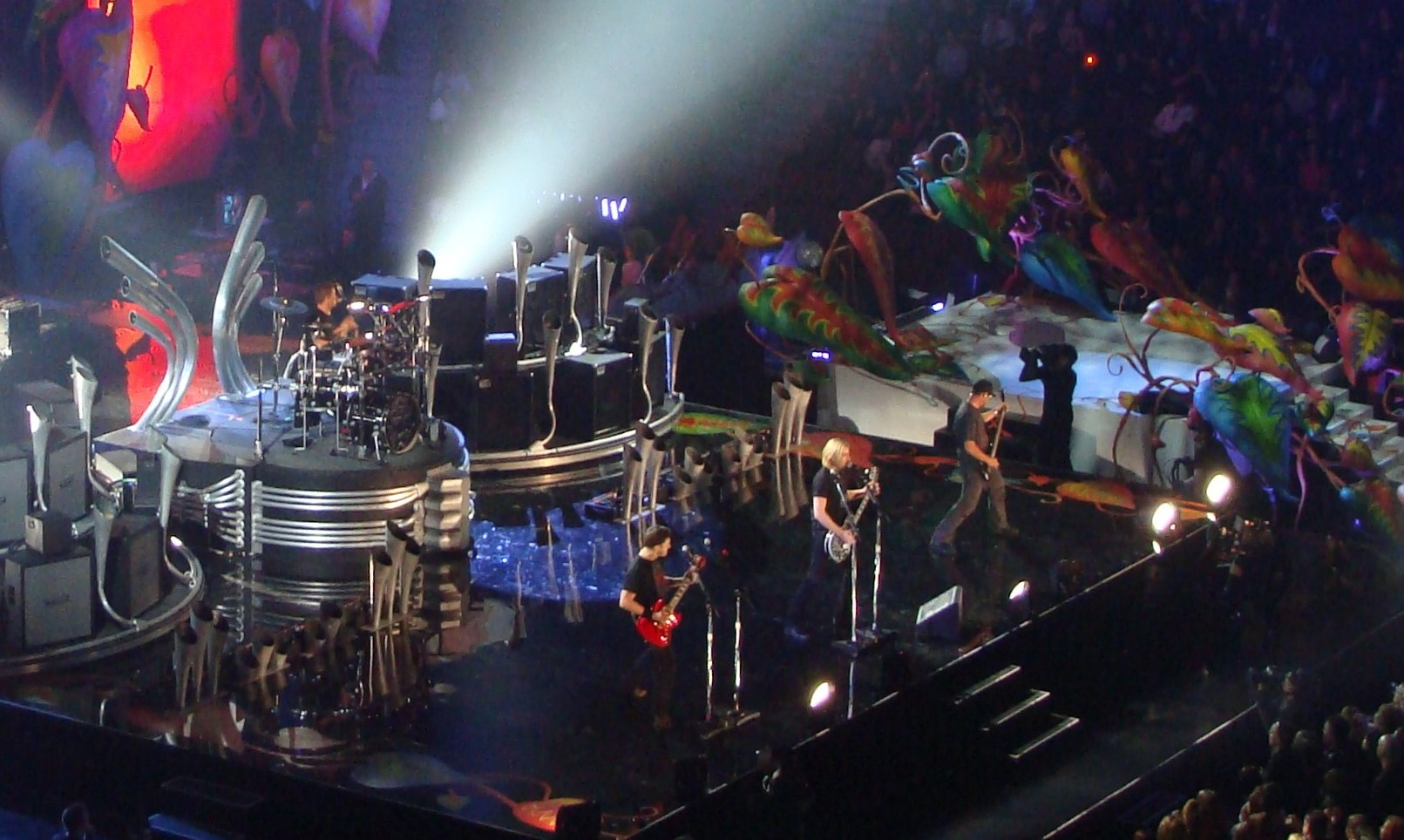
"How You Remind Me" był pierwszym singlem zespołu Nickelback, który uplasował się na szczycie Hot 100. Była to również pierwsza piosenka numer jeden kanadyjskiego artysty od 1991 roku.

| Data publikacji | Piosenka                   | Artysta                                  |
| --------------- | -------------------------- | ---------------------------------------- |
| 6 stycznia      | "Independent Women Part I" | Destiny’s Child                          |
| 13 stycznia     | "Independent Women Part I" | Destiny’s Child                          |
| 20 stycznia     | "Independent Women Part I" | Destiny’s Child                          |
| 27 stycznia     | "Independent Women Part I" | Destiny’s Child                          |
| 3 lutego        | "It Wasn’t Me"             | Shaggy feat. Ricardo "RikRok" Ducent     |
| 10 lutego       | "It Wasn’t Me"             | Shaggy feat. Ricardo "RikRok" Ducent     |
| 17 lutego       | "Ms. Jackson"              | OutKast                                  |
| 24 lutego       | "Stutter"                  | Joe feat. Mystikal                       |
| 3 marca         | "Stutter"                  | Joe feat. Mystikal                       |
| 10 marca        | "Stutter"                  | Joe feat. Mystikal                       |
| 17 marca        | "Stutter"                  | Joe feat. Mystikal                       |
| 24 marca        | "Butterfly"                | Crazy Town                               |
| 31 marca        | "Angel"                    | Shaggy feat. Rayvon                      |
| 7 kwietnia      | "Butterfly"                | Crazy Town                               |
| 14 kwietnia     | "All for You"              | Janet Jackson                            |
| 21 kwietnia     | "All for You"              | Janet Jackson                            |
| 28 kwietnia     | "All for You"              | Janet Jackson                            |
| 5 maja          | "All for You"              | Janet Jackson                            |
| 12 maja         | "All for You"              | Janet Jackson                            |
| 19 maja         | "All for You"              | Janet Jackson                            |
| 26 maja         | "All for You"              | Janet Jackson                            |
| 2 czerwca       | "Lady Marmalade"           | Christina Aguilera, Lil’ Kim, Mýa i Pink |
| 9 czerwca       | "Lady Marmalade"           | Christina Aguilera, Lil’ Kim, Mýa i Pink |
| 16 czerwca      | "Lady Marmalade"           | Christina Aguilera, Lil’ Kim, Mýa i Pink |
| 23 czerwca      | "Lady Marmalade"           | Christina Aguilera, Lil’ Kim, Mýa i Pink |
| 30 czerwca      | "Lady Marmalade"           | Christina Aguilera, Lil’ Kim, Mýa i Pink |
| 7 lipca         | "U Remind Me"              | Usher                                    |
| 14 lipca        | "U Remind Me"              | Usher                                    |
| 21 lipca        | "U Remind Me"              | Usher                                    |
| 28 lipca        | "U Remind Me"              | Usher                                    |
| 4 sierpnia      | "Bootylicious"             | Destiny’s Child                          |
| 11 sierpnia     | "Bootylicious"             | Destiny’s Child                          |
| 18 sierpnia     | "Fallin'"                  | Alicia Keys                              |
| 25 sierpnia     | "Fallin'"                  | Alicia Keys                              |
| 1 września      | "Fallin'"                  | Alicia Keys                              |
| 8 września      | "I’m Real"                 | Jennifer Lopez feat. Ja Rule             |
| 15 września     | "I’m Real"                 | Jennifer Lopez feat. Ja Rule             |
| 22 września     | "I’m Real"                 | Jennifer Lopez feat. Ja Rule             |
| 29 września     | "Fallin'"                  | Alicia Keys                              |
| 6 października  | "Fallin'"                  | Alicia Keys                              |
| 13 października | "Fallin'"                  | Alicia Keys                              |
| 20 października | "I’m Real"                 | Jennifer Lopez feat. Ja Rule             |
| 27 października | "I’m Real"                 | Jennifer Lopez feat. Ja Rule             |
| 3 listopada     | "Family Affair"            | Mary J. Blige                            |
| 10 listopada    | "Family Affair"            | Mary J. Blige                            |
| 17 listopada    | "Family Affair"            | Mary J. Blige                            |
| 24 listopada    | "Family Affair"            | Mary J. Blige                            |
| 1 grudnia       | "Family Affair"            | Mary J. Blige                            |
| 8 grudnia       | "Family Affair"            | Mary J. Blige                            |
| 15 grudnia      | "U Got It Bad"             | Usher                                    |
| 22 grudnia      | "How You Remind Me"        | Nickelback                               |
| 29 grudnia      | "How You Remind Me"        | Nickelback                               |